# Gestationshypertonie
Als schwangerschaftsinduzierte Hypertonie, Gestationshypertonie oder Schwangerschaftshypertonie bezeichnet man das Auftreten eines deutlich erhöhten Blutdrucks während der Schwangerschaft.

## Formen
Man unterscheidet:
- Gestationshypertonie ohne Protein im Urin (Proteinurie)
- Gestationshypertonie mit Proteinurie und evtl. Ödembildung = Präeklampsie.

Folgen einer Präeklampsie können Eklampsie und HELLP-Syndrom sein.
Abzugrenzen sind eine
- vorbestehende arterielle Hypertonie, die Probleme bereitet (ICD-10: O10.-)
- vorbestehende Hypertonie mit neu aufgetretener Proteinurie = Pfropf-Präeklampsie (ICD-10: O11)

Hypertonie in der Schwangerschaft ist einer der häufigsten Schwangerschaftskomplikationen und ist für 30 % der perinatalen Sterblichkeit (Säuglingssterblichkeit während der Geburt) und für 20 % der Müttersterblichkeit verantwortlich.

## Symptome
Die Betroffenen weisen die typischen Symptome eines Bluthochdrucks auf. Dazu zählen Kopfschmerzen oder Druckgefühl, Sehstörungen, Schwindelgefühle und Übelkeit. Des Weiteren kann es zu einer vermehrten Urinausscheidung aufgrund des erhöhten Gefäßdruckes kommen.
Die oft genannte Ödembildung wird nicht mehr als charakteristisches Symptom einer Schwangerschaftserkrankung gesehen, da Wassereinlagerungen in beinahe allen Schwangerschaften vorkommen. Die Gestationshypertonie manifestiert sich ab Beginn der 20. Schwangerschaftswoche und sollte sich spätestens innerhalb von 12 Wochen nach Entbindung zurückgebildet haben.

## Epidemiologie
Eine Gestationshypertonie entwickelt sich in etwa 25 % aller Schwangerschaften und tritt fast ausschließlich bei Erstgebärenden auf. Bei etwa 15 % der betroffenen Mütter bildet sich nach der Schwangerschaft ein chronischer Bluthochdruck aus.

## Ätiologie
Als Hauptursachen für die Gestationshypertonie gelten der Blutzuwachs im mütterlichen Blutkreislauf von ca. 40 % während der Schwangerschaft und die Umstellung des mütterlichen Stoffwechsels. Diese Ursachen sind jedoch bislang nicht wissenschaftlich gesichert.

## Diagnostik
Die eigentliche Diagnostik erfolgt durch die regelmäßige Überprüfung des Blutdrucks im Rahmen der gynäkologischen Schwangerschaftsvorsorge und durch die Eigenbeobachtung der Schwangeren. Treten Symptome auf oder wird ein Blutdruck mit Werten von über 140/100 mmHg dauerhaft gemessen, kann von einer Gestationshypertonie ausgegangen werden. Von einer schweren Ausprägung spricht man bei Blutdruckwerten von über 160/110 mmHg.

## Therapie
Die Therapie der Gestationshypertonie kann nur symptomatisch erfolgen. Bettruhe und körperliche Schonung sowie eine ausgeglichene und auf die Schwangerschaft ausgerichtete Ernährung sind Mittel der ersten Wahl bei einer leichten Hypertonie. In schweren Fällen oder bei anhaltendem Bluthochdruck kann eine medikamentöse Therapie mit Methyldopa, Betablockern oder Dihydralazin eingeleitet werden.

## Verlauf
Der Verlauf einer leichten Gestationshypertonie ist zumeist unkompliziert und stellt kein Risiko für den Fötus dar. Gefahren bestehen dann, wenn sich aus dem einfachen Bluthochdruck weitere Komplikationen entwickeln, wie etwa die Eklampsie.

## Prognose
Durch die gute Überwachung und Aufklärung der Mütter hat die Gestationshypertonie in den allerwenigsten Fällen ernsthafte Auswirkungen auf Schwangerschaft und Geburt. Auch die medikamentösen Möglichkeiten erlauben eine zeitige Senkung des Blutdrucks, so dass das Risiko für eine Frühgeburt oder Mangelentwicklung des Kindes durch eine unzureichende Nährstoffzufuhr deutlich vermindert wird.